# Ernst Philipp Stadelmann
Ernst Philipp Stadelmann (* 10. März 1894 in München; † 1. September 1972 in Rom) war ein international tätiger deutscher Maler. Sein Werk lässt sich schwer einer einzelnen Kunstrichtung zuordnen. Geprägt vom Stilpluralismus der Moderne verband er in seinen Arbeiten verschiedene stilistische Elemente, die dem Expressiven Realismus und der Postmoderne zugerechnet werden.

## Leben
Stadelmann wurde 1894 als Sohn eines Kaufmanns in München geboren. Nach seinem Einsatz im Ersten Weltkrieg, bei dem er eine lebenslange Verletzung erlitt, begann er 1918 ein Studium an der Akademie der Bildenden Künste München bei Angelo Jank.
Ab 1923 unternahm er zahlreiche Reisen in die USA und nach Europa, darunter nach Dresden, Prag, Wien, Rom, Neapel, Berlin, Paris und London. 1930 zog er nach Malcesine am Gardasee.
1937 bezog er während der Wintermonate ein Atelier in Paris. 1939/40 reiste er erneut in die USA, wo er im Museum in Burlington (Vermont) 25 Gemälde ausstellte. Während des Zweiten Weltkriegs wurde er trotz seiner Verletzung erneut eingezogen. In dieser Zeit entstanden vor allem Stillleben und Landschaften. Nach Kriegsende wurden zahlreiche Werke in Malcesine geplündert oder zerstört.
1952 emigrierte Stadelmann nach Südafrika, wo er ein Atelier eröffnete und ausstellte. Seine Malweise veränderte sich dort stark: Die neue Umgebung führte zu expressiveren, farbintensiveren und teils kubistisch inspirierten Arbeiten, darunter auch Porträts und Landschaftsdarstellungen.
1962 kehrte er nach Europa zurück und lebte fortan zwischen Rom, Malcesine und München. Trotz wiederholter Klinikaufenthalte blieb er bis zu seinem Tod künstlerisch aktiv. Stadelmann starb am 1. September 1972 in Rom und wurde in München beigesetzt.

## Werk
Stadelmanns künstlerisches Schaffen ist vor allem durch Stillleben und Landschaftsmalerei geprägt. Seine Werke, hauptsächlich Ölgemälde, zeichnen sich durch harmonische Kompositionen und einen sicheren Pinselstrich aus. Der Mensch tritt in seinem frühen Werken selten als Figur auf; stattdessen sind es Gegenstände oder Architektur, die die menschliche Anwesenheit indirekt symbolisieren. Während er sich in Europa eher am Naturalismus orientierte, brachte ihm sein Aufenthalt in Südafrika eine stärkere Hinwendung zu expressiveren und abstrakteren Darstellungsweisen. Auch die Darstellungen von Personen häufen sich. Nach seiner Rückkehr nach Europa kehrt Stadelmann auch zur Landschafts- und Stillleben-Malerei zurück. Die Arbeiten, die in seinem letzten Lebensabschnitt entstanden, sind wieder bedeutend harmonisierter, verlieren den Einfluss des Expressiven aber nie völlig.

## Freundschaften und Einflüsse
Stadelmann stand in engem Kontakt zu Künstlern wie Karl Hofer. Sein Werk zeigt Auseinandersetzungen mit Vorbildern wie Jean Siméon Chardin, Pablo Picasso und Henri Matisse.

## Ausstellungen
Einzelausstellungen
- 1925, New York, „The New Gallery Inc.“
- 1928, Berlin, Galerie Wiltschek
- 1928, New York, Ferargil Galleries
- 1939, Paris, Galerie ZAK
- 1939, New York, Ferargil Galleries
- 1940, Vermont, Museum in Burlington
- 1952, Cape Town, Eröffnungsausstellung in neu bezogenem Atelier
- 1953, Cape Town, Association of Arts Galleries, Argus House
- 1955, Cape Town, Argus small Gallery, Argus House
- 1958, Cape Town, Argus small Gallery
- 1960, München, Galerie Wolfgang Gurlott
- 1960, Milano, Gallerie Barbaroux
- 1968, Milano, Gallerie Barbaroux
- 1984, München, Galerie Ralph Jentsch
- 1987, München, Auktionshaus Karl & Faber
- 1994, München, Galerie Joseph Hierling
- 1997, Kißlegg/Allgäu, Neues Schloss, Museum Expressiver Realismus
- 2019, Leipzig, MÄDLER ART FORUM, "Ernst Stadelmann - Expressiver Realismus"

Gruppenausstellungen
- 1929, München, Glaspalast, mit der Münchner Secession
- 1930, Rom, Mostra della Galleria di Roma di un Gruppo di Arstisti Stranieri
- 1942, Rom, Mostra della Galleria di Roma di un Gruppo di Arstisti Stranieri
- 1942, Milano, Galleria Duomo, Mostra di Artisti Tedeschi e Romeni
- 1942, Verona, Prima Mostra Nazionale d'Arte
- 1942, Verona, "Premio Verona" im Palazzo della Gran Guardia
- 1954, Bloemfontein, Centenary Exhibition der O.F.S. Arts and Crafts Society, City Hall
- 1955, Cape Town, Southern African Association of Arts
- 1955, Bloemfontein, Centenary Exhibition der O.F.S. Arts and Crafts Society, City Hall
- 1956, (Wanderausstellung) Pretoria, "1. Quadrennial Exhibition of South-African Art"
- 1957, New Belleville, Art Exhibition
- 1960, (Wanderausstellung) Cape Town, "Festival Quadrennial Exhibition of South-African Art"
- 1960, München, Haus der Kunst
- 1993, (Wanderausstellung) Maler der Verschollenen Generation. Expressiver Realismus
- 2020, Leipzig, MÄDLER ART FORUM, "Sehnsucht nach dem Süden"[1][3]